# 紀元前596年
紀元前596年（きげんぜん596ねん）は、西暦（ローマ暦）による年。紀元前1世紀の共和政ローマ末期以降の古代ローマにおいては、ローマ建国紀元158年として知られていた。紀年法として西暦（キリスト紀元）がヨーロッパで広く普及した中世時代初期以降、この年は紀元前596年と表記されるのが一般的となった。

## 他の紀年法
- 干支 : 乙丑
- 日本
  - 皇紀65年
  - 神武天皇65年
- 中国
  - 周 - 定王11年
  - 魯 - 宣公13年
  - 斉 - 頃公3年
  - 晋 - 景公4年
  - 秦 - 桓公8年
  - 楚 - 荘王18年
  - 宋 - 文公15年
  - 衛 - 穆公4年
  - 陳 - 成公3年
  - 蔡 - 文侯16年
  - 曹 - 文公22年
  - 鄭 - 襄公9年
  - 燕 - 宣公6年
- 朝鮮
  - 檀紀1738年
- ユダヤ暦 : 3165年 - 3166年

## できごと

### 中国
- 斉軍が莒に侵攻した。
- 楚軍が宋に侵攻した。
- 赤狄が晋に侵攻した。
- 晋は先年の邲の戦いの敗戦の罪を先縠に負わせて処断した。
- 晋は衛が陳を救援したことを清丘の盟の違反として咎めた。

## 死去
- 先縠